# نریمانوفکا
نریمانوفکا (به لاتین: Narimanovka) یک منطقه مسکونی در جمهوری آذربایجان است که در شهرستان جلیل‌آباد واقع شده‌است.
گمان می‌رود که این روستا دستخوش تغییر نام شده باشد یا دیگر وجود نداشته باشد، زیرا هیچ وب‌سایت آذربایجانی از این نام استفاده نمی‌کند.